# Ronde van Lombardije 1923
De Ronde van Lombardije 1923 was de 19e editie van deze eendaagse Italiaanse wielerwedstrijd, en werd verreden op zondag 27 oktober 1923. Het parcours leidde van Milaan naar Milaan en ging over een afstand van 250 kilometer. De wedstrijd werd gewonnen door de Italiaan Giovanni Brunero na een solo van 63 kilometer.

## Uitslag
| Ronde van Lombardije 1923 |                      |                     |          |
| Plaats                    | Naam                 | Ploeg               | Tijd     |
| Winnaar                   | Giovanni Brunero     | Legnano-Pirelli     | 9u27'35" |
| 2                         | Pietro Linari        | Legnano-Pirelli     | +18'37"  |
| 3                         | Federico Gay         | Atala               | z.t.     |
| 4                         | Ottavio Bottecchia   | Automoto-Hutchinson | z.t.     |
| 5                         | Giovanni Trentarossi | Berettini-Monza     | z.t.     |
| 6                         | Livio Catte          |                     | z.t.     |
| 7                         | Pietro Bestetti      | Berettini-Monza     | z.t.     |
| 8                         | Emilio Malacrida     |                     | z.t.     |
| 9                         | Ermanno Vallazza     |                     | z.t.     |
| 10                        | Giuseppe Enrici      | Legnano-Pirelli     | +13'49"  |

1905 · 1906 · 1907 · 1908 · 1909 · 1910 · 1911 · 1912 · 1913 · 1914 · 1915 · 1916 · 1917 · 1918 · 1919 · 1920 · 1921 · 1922 · 1923 · 1924 · 1925 · 1926 · 1927 · 1928 · 1929 · 1930 · 1931 · 1932 · 1933 · 1934 · 1935 · 1936 · 1937 · 1938 · 1939 · 1940 · 1941 · 1942 · 1943 · 1944 · 1945 · 1946 · 1947 · 1948 · 1949 · 1950 · 1951 · 1952 · 1953 · 1954 · 1955 · 1956 · 1957 · 1958 · 1959 · 1960 · 1961 · 1962 · 1963 · 1964 · 1965 · 1966 · 1967 · 1968 · 1969 · 1970 · 1971 · 1972 · 1973 · 1974 · 1975 · 1976 · 1977 · 1978 · 1979 · 1980 · 1981 · 1982 · 1983 · 1984 · 1985 · 1986 · 1987 · 1988 · 1989 · 1990 · 1991 · 1992 · 1993 · 1994 · 1995 · 1996 · 1997 · 1998 · 1999 · 2000 · 2001 · 2002 · 2003 · 2004 · 2005 · 2006 · 2007 · 2008 · 2009 · 2010 · 2011 · 2012 · 2013 · 2014 · 2015 · 2016 · 2017 · 2018 · 2019 · 2020 · 2021 · 2022 · 2023 · 2024 · 2025